# نيكولا البكري
نيكولا البكري (بالفرنسية: Nicolas Bacri)‏ هو ملحن فرنسي، ولد في 23 نوفمبر 1961 في باريس في فرنسا.

## وصلات خارجية
- الموقع الرسمي
- نيكولا البكري على موقع ميوزك برينز (الإنجليزية)
- نيكولا البكري على موقع ديسكوغز (الإنجليزية)